# Nucella freycinetii
Nucella freycinetii is een slakkensoort uit de familie van de Muricidae. De wetenschappelijke naam van de soort is voor het eerst geldig gepubliceerd in 1839 door Deshayes.